# Недонесение

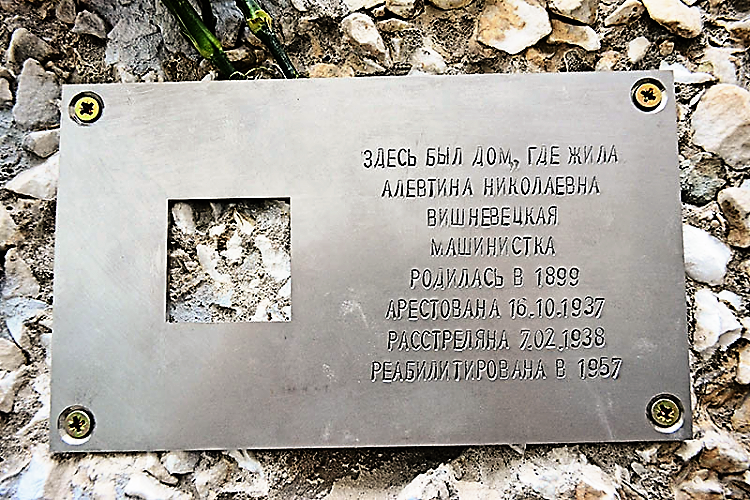
Последний адрес на месте, где жила женщина, арестованная и вскоре расстрелянная НКВД за недонесение на своего мужа

«Недонесе́ние» (также «недоносительство», на дореволюционном жандармско-арестантском и чекистско-лагерном сленге — «недоно́с») — термин российского царского и советского уголовного законодательства, которым определялось несообщение властям о чём-либо. Распространялось, как правило, на родных и близких, а также лиц из непосредственного окружения, сотрудников, сослуживцев, соучеников, соседей и т. д. Предусматривало разнообразные сроки лишения свободы, в зависимости от статуса, занимаемой должности и важности информации, о которой не донесли. Если «недонесение» касалось не преступления, но иного деяния, расцениваемого властями как запретное, недонесшего могли исключить из учебного заведения, уволить с работы, подвергнуть дисциплинарным и прочим взысканиям, и т. п. В сталинское время «недонесение» считалось тяжким преступлением, с этим было связано явление массового доносительства в СССР. В среде советских диссидентов «недонесение» получило неофициальное прозвище «джентльменской статьи». Для уголовников и блатных, а равно и для Гулаговского лагерного начальства недонесшие приравнивались к «контре». Кроме СССР практика была распространена в некоторых так называемых «странах соцлагеря». После краха советского строя термин перешёл в законодательство некоторых постсоветских государств.

## История
«Недоносительство» на Руси о чём-либо царю с давних времён каралось смертью. Царь Алексей Михайлович будучи страшно напуган Соляным бунтом в 1648 году ввёл закон, по которому каждый, кто слышал что-либо оскорбительное для царя, обязан был донести, «недонесение» каралось смертью. «Понятно, что каждому, слышавшему что-нибудь похожее на оскорбление царской особы, приходила мысль сделать донос, чтобы другой не предупредил его, потому что в последнем случае он мог подвергнуться каре за недонесение», — комментировал это историк Н. И. Костомаров.
Летом 1718 года царь Пётр I своим указом ввёл смертную казнь за «недоносительство» о случаях когда кто-либо уединился за запертыми дверями (считалось, что честным людям уединяться от других не нужно, уединяются заговорщики и прочие «государевы изменники»), — недонесшим полагалось такое же наказание, как и самим «государевым изменникам» (подробнее см. Тайна переписки в России), исключение делалось лишь для высших иерархов РПЦ.
Сравниться с 10-м пунктом по общедоступности мог только 12-й — недонесение или „знал-не сказал“.
Формулировка «недонесение» употреблялась с царских времён, как правило по политическим делам, делам о заговорах и т. п. Основу осуждённых за «недонесение» в сталинский период составляли осуждённые за «недонесение» о «контрреволюционной деятельности». Уголовный кодекс РСФСР 1926 года не делал исключений для родственников, в том числе несовершеннолетних и престарелых. Массовый поток осуждённых за «недонесение» пошёл в 1930-е после издания «закона о трёх колосках». Трагикомичной особенностью сталинской репрессивной машины было то, что тогда могли посадить за «недонесение» на «недонесение», то есть лицо, не донёсшее властям о другом недонёсшем.
С вступлением в силу в 1961 году новой редакции Уголовного кодекса от уголовной ответственности за «недонесение» были освобождены супруг/супруга и близкие родственники лица, совершившего преступление, то есть родители и дети. Статья о «недонесении» в новом кодексе (ст. 88-прим) сводилась теперь к «недонесению о государственном преступлении», но по факту привлекались за «недонесение» и по многим другим статьям.

## Известные осуждённые

### Российская империя
- Аргиропуло, Перикл Эммануилович
- Бенни, Артур Иванович
- Глинка-Янчевский, Станислав Казимирович
- Голицына, Анастасия Петровна
- Головинский, Василий Андреевич
- Данзас, Константин Карлович
- Достоевский, Фёдор Михайлович
- Зарецкий, Пётр Аникеевич
- Иванов, Дмитрий Львович
- Костенецкий, Яков Иванович
- Лермонтов, Михаил Юрьевич
- Оболяев, Степан Максимович
- Павловский, Исаак Яковлевич
- Пальм, Александр Иванович
- Руге, Эмильян Викторович фон
- Татищев, Даниил Михайлович
- Фок, Александр Борисович
- Царевский, Алексей Александрович
- Шмид, Густав Карлович

### СССР
- Гавриил (Абалымов)
- † Климент (Логвинов)
- † Флавиан (Сорокин)
- Александров, Григорий Васильевич
- Беленькая, Полина Натановна
- † Вавилов, Николай Иванович
- Винс, Лидия Михайловна
- Всеволожский, Николай Александрович
- Дорофеев, Павел Иванович
- † Жуков, Борис Сергеевич
- Зиновьев, Григорий Евсеевич
- Исаков, Юрий Андреевич
- Каменев, Лев Борисович
- Кедрин, Дмитрий Борисович
- Козицын, Юрий Владимирович
- Мамонтов, Михаил Анатольевич
- Медведев, Ефрем Игнатьевич
- Некрасова, Вера Леонтьевна
- † Нестеренко, Мария Петровна
- Рейнбот, Павел Евгеньевич
- Суров, Григорий Иванович
- Тамарина, Руфь Мееровна
- † Френкель, Павел Андреевич
- Фудель, Сергей Иосифович
- Цэцулеску, Александр Иванович
- † Янчевецкий, Дмитрий Григорьевич

### Подвергнувшиеся другим взысканиям
- Балцвиник, Михаил Абрамович
- Крюков, Владимир Михайлович
- Майданик, Кива Львович
- Марголис, Юрий Давидович

† — погибли в заключении.